# Sharon den Adel
Sharon Janny den Adel (Waddinxveen, 12 juli 1974) is de zangeres van de Nederlandse symfonische-metalband Within Temptation.

## Biografie

### Jeugd
De ouders van Den Adel luisterden naar onder meer Pink Floyd, Queen, Santana en de Eagles. In Waddinxveen deed ze een tijdje mee aan een muzikale workshop. Hier leerde zij een aantal andere muzikanten kennen met wie zij haar eerste (cover)band Kashiro oprichtte. Hiermee werden een aantal optredens in de regio Waddinxveen gedaan en wonnen zij enkele publieksprijzen op festivals. Ook reisde deze band op uitnodiging van de gemeente Waddinxveen naar de Tsjechische zusterstad Pelhřimov om er een gastoptreden te verzorgen.

### Within Temptation
Een tijd later leerde ze Robert Westerholt kennen (hij zat in de metalband The Circle), ze kregen een relatie en hij liet Den Adel kennismaken met de muziek van The Circle, die metal combineerde met Keltische invloeden en vrouwelijke zang. Hoewel ze met metal op dat moment nog niks had, werd ze verliefd op de stijl. Westerholt verliet The Circle om in april 1996 met Den Adel een band te vormen met de naam The Portal waarin ze de frontzangeres werd, hoewel ze toen (en daarna) nooit professionele zanglessen had gevolgd. Al voordat ze muziek gemaakt hadden, veranderden ze de naam in Within Temptation. Den Adel en Westerholt schrijven sindsdien samen de muziek voor de band.
In 1997 verscheen hun eerste album Enter en in 1998 de EP The Dance. In 1999 hield de band een pauze, waarin de bandleden zich onder meer verdiepten in hun opleiding. Den Adel heeft in die periode de MBO-opleiding Mode & Design gevolgd in Alphen aan den Rijn, en later heeft ze ook de HBO-opleiding Textiel en Management afgerond. Haar podiumoutfits, zoals de kenmerkende jurken die ze vooral in de eerste jaren veelvuldig draagt, heeft ze vrijwel allemaal zelf ontworpen.
In 2000 pakte de band de draad weer op en een jaar later volgde hun doorbraak met de single Ice Queen. De teksten die ze schrijft, die in de jaren '90 en '00 nog veelal fantasy-georiënteerd zijn, worden in de jaren '10 en '20 meer politiek geëngageerd. Op het in 2019 uitgebrachte album Resist draait het onder meer over de gevaren van sociale media en datacollectie door grote instellingen en regeringen. Tijdens de uitvoering van het nummer Raise Your Banner, dat op dit album te vinden is, wappert Den Adel met een Oekraïense vlag, verwijzend naar de oorlog in Oekraïne. Dit thema komt nog nadrukkerlijker terug op het album Bleed Out uit 2023 waarin haar teksten gaan over politiegeweld tegen vrouwen en abortus. Den Adel zegt daarover dat ze het belangrijk vindt om globale kwesties aan te kaarten: “We zijn verhalenvertellers met een groot platform.”

### Solo en overige projecten
In november 2017 maakte Den Adel bekend dat ze tijdelijk stopt met Within Temptation en bezig is met een solo project getiteld "My Indigo". Later legt ze uit dat dit te maken had met een writers block en tegenslagen in de persoonlijke sfeer. De muziek op dit solo-album is meer ingetogen, zonder bombast, met invloeden van de muziek die haar in haar jeugd inspireerde, zoals Kate Bush, Fleetwood Mac en Tori Amos. De teksten zijn meer persoonlijk van aard. Eind 2018 meldt de muziekrecensent van de Volkskrant een indrukwekkende comeback van frontvrouw Sharon den Adel met Within Temptation in de Afas Live in Amsterdam, 013 in Tilburg en Martiniplaza in Groningen.
Den Adel heeft onder andere meegewerkt aan het nummer Beyond Me van After Forever en een nummer van Aemen, genaamd Time. Ook vertolkt zij de rol van Anna Held in Avantasia: The Metal Opera. Op het album Into the Electric Castle van Ayreon wordt de rol van The Indian gezongen door Den Adel. In 2006 heeft zij meegewerkt aan het album Lucidity van Delain, waar ze zingt in het nummer No Compliance, samen met de toenmalige Nightwish-bassist en zanger Marco Hietala.
In 2005 zong ze mee met de #1-hit van Artiesten voor Azië met "Als je iets kan doen".
Den Adel heeft in 2008 het nummer In and Out of Love ingezongen op de cd Imagine van dj Armin van Buuren. Op 19 april 2008 heeft ze dit nummer samen met hem live vertolkt tijdens het evenement Armin Only in de Jaarbeurs te Utrecht.
Sharon den Adel is te zien in de videoclip van Het meneer Konijn-lied van het Vlaamse radioprogramma Q-Music ten voordele van vzw Kindergeluk. Zij neemt hierin de hoofdzang voor haar rekening.
In 2014 verscheen Den Adel in de zesde aflevering van Ali B en de Muziekkaravaan, waar ze, samen met Ali B, het nummer Hier opnam. Hiervan is ook een videoclip opgenomen.
In 2018 nam ze deel aan Liefde voor muziek op VTM. 

### Privé
In 2008 verbraken Den Adel en Westerholt een tijdje hun relatie, toen ze zich realiseerden dat samen toeren hun relatie niet ten goede kwam. Enkele maanden later waren ze weer bij elkaar. Den Adel en Westerholt hebben een dochter (2005) en twee zonen (2009 en 2011).
Den Adel eet meestal vegetarisch.
Volgens Den Adel zijn haar armbewegingen als ze danst op het podium onbewust geïnspireerd op de Indonesische vrouwelijke dansers uit Bali uit haar vroege jeugd.

## Discografie
Zie ook de discografie van Within Temptation.

### Singles
| Single met eventuele hitnotering(en) in de Nederlandse Top 40 | Datum van verschijnen | Datum van binnenkomst | Hoogste positie | Aantal weken | Opmerkingen                                 |
| ------------------------------------------------------------- | --------------------- | --------------------- | --------------- | ------------ | ------------------------------------------- |
| Als je iets kan doen                                          | 2005                  | 15-01-2005            | 1(4wk)          | 9            | met Artiesten voor Azië / Alarmschijf       |
| In and out of love                                            | 2008                  | 16-08-2008            | 10              | 11           | met Armin van Buuren                        |
| My Indigo                                                     | 2017                  | -                     |                 |              |                                             |
| Out of the Darkness                                           | 2017                  | -                     |                 |              |                                             |
| My Indigo (Chill Mix)                                         | 2018                  | -                     |                 |              | Dit is een chill mix van haar eerste single |
| Where Is My Love                                              | 2018                  | -                     |                 |              |                                             |
| Crash and Burn                                                | 2018                  | -                     |                 |              |                                             |

| Single met hitnotering(en) in de Vlaamse Ultratop 50 | Datum van verschijnen | Datum van binnenkomst | Hoogste positie | Aantal weken | Opmerkingen                       |
| ---------------------------------------------------- | --------------------- | --------------------- | --------------- | ------------ | --------------------------------- |
| In and out of love                                   | 2008                  | 20-09-2008            | 10              | 22           | met Armin van Buuren              |
| Het meneer Konijn-lied                               | 2012                  | 08-12-2012            | 1(1wk)          | 5            | met De vrienden van meneer konijn |

### Gastzangeres
- 1996 - Gastzangeres op de cd Embrace van Voyage bij het nummer Frozen
- 1998 - de rol van "The Indian" op Ayreon's Into the Electric Castle
- 2000 - Gastzangeres op de cd Prison of Desire van After Forever bij het nummer Beyond Me
- 2002 - Avantasia - nummers Farewell en Into the Unknown op respectievelijk The Metal Opera - Part I en The Metal Opera - Part II
- 2002 - Timo Tolkki - nummer Are You the One? op Hymn to Life
- 2002 - Gastzangeres bij de nummers Time en Waltz van Aemen
- 2006 - Delain - nummer No Compliance (samen met Marco Hietala van Nightwish) op het debuutalbum Lucidity)
- 2009 - Gastzangeres op Night of the Proms (Sportpaleis - Antwerpen)
- 2012 - Gastzangeres op Het meneer Konijn-lied van het Belgische Q-music
- 2013 - Timo Tolkki's Avalon - nummers Shine en I'll Sing You Home op het album "The Land of New Hope"
- 2013 - Delain op Metal Female Voices Fest
- 2014 - Ali B - nummer Hier voor het televisieprogramma Ali B en de Muziekkaravaan
- 2016 - Gastzangeres bij Tobias Sammet's project Avantasia - nummer Isle of Evermore op Ghostlights
- 2019 - Gastzangeres bij het nummer Sirens van Saint Asonia